# Mata Alagoana
Mata Alagoana is een van de dertien microregio's van de Braziliaanse deelstaat Alagoas. Zij ligt in de mesoregio Leste Alagoano en grenst aan de deelstaat Pernambuco in het noorden, de microregio Serrana dos Quilombos in het westen, de mesoregio Agreste Alagoano in het zuidwesten en de microregio's São Miguel dos Campos in het zuiden, Maceió in het zuidoosten en Litoral Norte Alagoano in het noordoosten. De microregio heeft een oppervlakte van ca. 3998 km². Midden 2004 werd het inwoneraantal geschat op 280.471.
Zestien gemeenten behoren tot deze microregio:
| - Atalaia - Branquinha - Cajueiro - Campestre - Capela - Colônia Leopoldina - Flexeiras - Jacuípe | - Joaquim Gomes - Jundiá - Matriz de Camaragibe - Messias - Murici - Novo Lino - Porto Calvo - São Luís do Quitunde |

Mesoregio's: Agreste Alagoano · Leste Alagoano · Sertão Alagoano

Microregio's: Alagoana do Sertão do São Francisco · Arapiraca · Batalha · Litoral Norte Alagoano · Maceió · Mata Alagoana · Palmeira dos Índios · Penedo · São Miguel dos Campos · Santana do Ipanema · Serrana do Sertão Alagoano · Serrana dos Quilombos · Traipu